# Orthostigma impunctatum
Orthostigma impunctatum är en stekelart som beskrevs av Fischer 1995. Orthostigma impunctatum ingår i släktet Orthostigma och familjen bracksteklar. Inga underarter finns listade i Catalogue of Life.